# Božidar Radošević
Božidar Radošević (Split, 4. travnja 1989.), hrvatski je nogometaš koji igra na poziciji vratara. Trenutačno igra za  Solin.

## Klupska karijera
Počeo je braniti u Hajduku gdje je prošao kompletan omladinski pogon splitskog kluba. Po isteku juniorskog staža boravio je na posudbama u hrvatskim niželigašima (NK Hrvace, Nk Mosor i NK Imotski) te u sarajevskom Željezničaru gdje je osvojio i titulu prvaka Bosne i Hercegovine. Za Hajduk je ukupno nastupio na 14 službenih utakmica te je dio generacije koja je zadnja igrala u grupnoj fazi nekog od europskih takmičenja. Nakon Hajduka pet je godina mijenjao klubove (FK Budućnost Podgorica, NK Solin, NK Istra 1961, NK Šibenik, NK Inter Zaprešić, NK Koper, Balmazújvárosi).
 
2015. godine pronalazi svoje mjesto pod suncem potpisavši dvogodišnji ugovor za mađarski Debrecen. Dobre partije u Debrecenu su mu donijele transfer u iranski Persepolis za dvostruko bolji ugovor. U Persepolisu se pridružio hrvatskom stručnjaku Branku Ivankoviću i njegovom stručnom stožeru. Prve dvije godine Persepolis osvaja oba prvenstva i oba superkupa, a Radošević 2018. produžuje ugovor s Persepolisom za još tri godine, po uvjetima za koje kaže da ne bi dobio nigdje u Europi. U klubu je tad još bio drugi vratar. Ispred njega bio je Alireza Beiranvand koji je radi svjetskog prvenstva ostao u klubu unatoč ponudi turskog Fenerbahčea. Njegova treća godina je takodjer završila trofejno. Persepolis je osvojio i prvenstvo i kup Irana. U prosincu 2019. u svojoj četvrtoj sezoni postao je prvi vrata Persepolisa istisnuvši iranskog reprezentativca Beiranvanda. 3. veljače 2020. produžio je ugovor s Persepolisom do ljeta 2024. godine, čime je postao najdugovječniji stranac u povijesti iranskog kluba.Radošević uživa veliki ugled kod navijača Persepolisa te je to sigurno jedan od razloga njegovog ostanka u iranskom velikanu.

## Reprezentativna karijera
Nastupio je ukupno 15 puta za hrvatsku reprezentaciju u uzrastima do 17 i do 19 godina tijekom 2005. i 2006. godine.

## Statistika

### Klupska statistika
| Klub              | Podjela           | Sezona            | Liga    | Liga   | Kup     | Kup    | Kontinent | Kontinent | Ostalo  | Ostalo | Ukupno  | Ukupno |
| Klub              | Podjela           | Sezona            | nastupi | golovi | nastupi | golovi | nastupi   | golovi    | nastupi | golovi | nastupi | golovi |
| ----------------- | ----------------- | ----------------- | ------- | ------ | ------- | ------ | --------- | --------- | ------- | ------ | ------- | ------ |
| Istra 1961        | Prva HNL          | 2012–13           | 4       | 0      | ?       | 0      | ?         | 0         | ?       | 0      | ?       | 0      |
| Šibenik           | Druga HNL         | 2012–13           | 11      | 0      | ?       | 0      | ?         | 0         | ?       | 0      | ?       | 0      |
| Inter Zaprešić    | Druga HNL         | 2013–14           | 36      | 0      | ?       | 0      | ?         | 0         | ?       | 0      | ?       | 0      |
| Koper             | Prva Liga         | 2014–15           | 14      | 0      | ?       | 0      | ?         | 0         | ?       | 0      | ?       | 0      |
| Balmazújvárosi    | N.B. II           | 2014–15           | 15      | 0      | ?       | 0      | ?         | 0         | ?       | 0      | ?       | 0      |
| Debreceni         | N.B. I            | 2015–16           | 32      | 0      | ?       | 0      | ?         | 0         | ?       | 0      | ?       | 0      |
| Persepolis        | Pro Liga          | 2016–17           | 6       | 0      | 1       | 0      | 0         | 0         | –       | –      | 7       | 0      |
| Persepolis        | Pro Liga          | 2017–18           | 4       | 0      | 0       | 0      | 0         | 0         | 0       | 0      | 4       | 0      |
| Persepolis        | Pro Liga          | 2018–19           | 6       | 0      | 2       | 0      | 0         | 0         | 0       | 0      | 8       | 0      |
| Persepolis        | Pro Liga          | 2019–20           | 16      | 0      | 2       | 0      | 0         | 0         | 0       | 0      | 17      | 0      |
| Persepolis        | Pro Liga          | 2020–21           | 1       | 0      | 2       | 0      | 1         | 0         | 0       | 0      | 4       | 0      |
| Persepolis        | Ukupno            | Ukupno            | 33      | 0      | 7       | 0      | 1         | 0         | 0       | 0      | 41      | 0      |
| Ukupno u karijeri | Ukupno u karijeri | Ukupno u karijeri | -       | -      | -       | -      | -         | -         | -       | -      | -       | -      |

## Priznanja

### Individualna
- Obrana mjeseca HNL-a: kolovoz 2024.[6]

### Klupska
Željezničar
- Premijer liga Bosne i Hercegovine: 2009./10.

Budućnost Podgorica
- Prva crnogorska nogometna liga: 2011./12.

Persepolis
- Iranska Pro Liga (4): 2016./17., 2017./18., 2018./19., 2019./20.
- Iranski nogometni kup (1): 2018./19.
- Iranski nogometni superkup (3): 2017., 2018., 2019.
- AFC Liga prvaka (2. mjesto) (2): 2018., 2020.

## Vanjske poveznice
- Profil, Soccerway
- Profil, Transfermarkt